# Ecuadorianische Küche
Die ecuadorianische Küche ist die Küche des südamerikanischen Staates Ecuador. Sie ist geprägt durch Einflüsse der indigenen Ureinwohner und der spanischen Kolonisatoren sowie durch die geographischen Gegensätze zwischen Berg-, Küsten- und Regenwaldregionen.

## Einflüsse
Im Vergleich zu anderen mittel- und südamerikanischen Ländern ist die ethnische Zusammensetzung der Bevölkerung Ecuadors nicht sonderlich divers, weil zwei Faktoren fehlen: Die exportorientierte, extensive Landwirtschaft, die in Mittelamerika und der Karibik zwischen dem 16. und dem 19. Jahrhundert große Zahlen schwarzafrikanischer Sklaven mit sich brachte, spielte in Ecuador keine große Rolle, so dass Einflüsse der schwarzafrikanischen Küche fehlen. Ebenso fehlen nichtspanische europäische Einflüsse auf die Küche, da Ecuador im Gegensatz zu den meisten Ländern Südamerikas nie nennenswerte Zahlen europäischer Auswanderer anzog. Es bleiben die Einflüsse der indianischen und der spanischen Küche. Eine begrenzte Rolle in der Entwicklung der ecuadorianischen Küche spielen seit den 1920er-Jahren in nennenswerter Zahl eingewanderte Libanesen.

### Indianische Ureinwohner
Grundlage der Ernährung der indianischen Ureinwohner waren Mais, Kartoffeln und Maniok. Sie kultivierten diverse Nutzpflanzen, darunter Bohnen, Oka, Olluco und Yams sowie Früchte wie Ananas, Guave und Papaya. Fleisch war kein bedeutender Anteil ihrer Ernährung; Tiere wurden primär wegen ihrer Felle und wegen ihres Fetts gejagt. Fisch war hingegen dort, wo er in nennenswerten Mengen zugänglich war, also an der Küste und im Amazonasgebiet, eine bedeutende Nahrungsquelle.

### Spanische Kolonialherren
Im Bestreben, spanische Lebensmittel und Essgewohnheiten auch in der Neuen Welt verfügbar zu machen, bauten die Spanier im Gebiet des heutigen Ecuador unter anderem Karotten, Orangen, Rote Bete, Trauben, Wassermelonen, Weizen, Zitronen und Zwiebeln an. Die Haltung und Zucht von Hühnern, Kühen, Schafen, Schweinen und Ziegen geht ebenfalls auf die Spanier zurück.

### Libanesen
Die einflussreiche libanesische Community in Ecuador brachte drei libanesischstämmige Präsidenten des Landes hervor. In gastronomischer Hinsicht sind libanesischstämmige Ecuadorianer vor allem für die omnipräsenten Schawarma-Imbissstuben bekannt.

## Regionen
Ecuador ist in drei klimatisch sehr unterschiedliche Regionen unterteilt, die entsprechend auch unterschiedliche Küchen beherbergen.

### Sierra – Das Andenhochland
Die Küche des Andenhochlands ist geprägt von indigenen Traditionen und basiert auf Kartoffeln und Mais. Kartoffeln werden in zahlreichen Sorten angebaut. Auch Getreide spielt eine Rolle, insbesondere Quinoa. Fleisch ist in der von Weideflächenmangel geprägten Andenregion weniger bedeutend; die wichtigsten Fleischlieferanten sind Meerschweinchen und Schweine. Vom Schwein werden auch weniger wertvolle Teile verwertet, das in der Region Latacunga beliebte Gericht Chugchucaras enthält beispielsweise neben frittiertem Schweinefleisch auch die Schwarte.

### Costa – Die Küste
An der Küste spielt die Kartoffel als Beilage eine geringere Bedeutung als im Rest des Landes; üblicher sind hier Bohnen, Kochbananen, Linsen und Reis. Die Verwendung von Meeresfrüchten und Fisch ist bedeutend. In den Küstenregionen werden mehr Gewürze verwendet als in anderen Teilen des Landes.

### Oriente – Das Amazonasbecken
Grundnahrungsmittel der Regionalküche im Amazonasbecken ist Maniok, der gekocht, gebraten oder frittiert und als Beilage verwendet wird. Im Vergleich zu den anderen Regionen Ecuadors machen in dieser Region Früchte einen größeren Anteil des Speiseplans aus. Exotischere, aber gängige Früchte sind unter anderem Baumstammkirsche, Drachenfrucht, Kirschmyrten und Pfirsichpalme.

## Lebensmittel und Zutaten

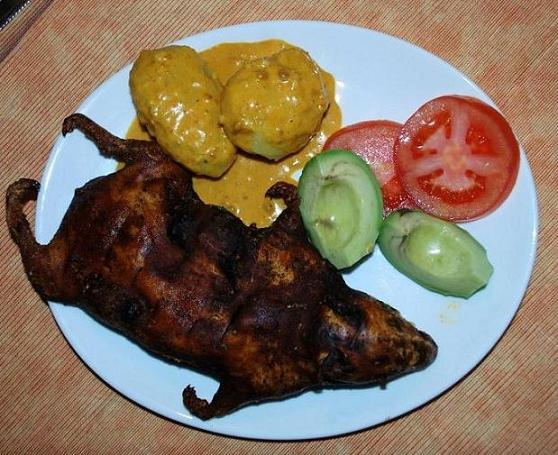
Cuy (Meerschweinchen) mit Beilagen

Trotz der recht vielfältigen geographischen und kulturellen Einflüsse gilt die ecuadorianische Küche als eher langweilig; die Basis bilden Kartoffeln, Bohnen und Reis.
Stärkehaltige Knollen wie Kartoffeln, Kochbananen und Maniok spielen als Beilagen oder Zutaten in Eintöpfen eine große Rolle. Wie auch in anderen Ländern mit Anteil an den Anden werden Kartoffeln in zahlreichen Variationen angebaut, es gibt mindestens 200 Sorten. Weitere Knollen, die in signifikantem Maße kultiviert werden, sind knollige Kapuzinerkresse, knolliger Sauerklee und Olluco. Der spanische Begriff yuca bezeichnet sowohl Maniok als auch die in Mexiko und den Vereinigten Staaten vorkommende Palmlilie, was oft zu Verwechslungen führt. An Getreide werden in den Anden unter anderem Quinoa und Gerste angebaut.
Neben Rinder-, Schweine- und Hühnerfleisch ist das Fleisch von Meerschweinchen beliebt, insbesondere im Andenhochland. Dort ist Weidefläche knapp, so dass Tiere wertvoll sind – in der traditionellen Küche der Region werden neben dem Fleisch auch Innereien, gelatinehaltige Teile wie Füße bzw. Hufe und die Haut (insbesondere vom Schwein) verwendet.
Früchte spielen auf dem Speiseplan der Bevölkerung in Ecuador eine größere Rolle als in beispielsweise Nordamerika oder Europa. Die am häufigsten in der Küche verwendeten Früchte sind Bananen, Mangos, Papayas und Ananas. Zu den exotischeren Früchten mit signifikanter Bedeutung gehören Naranjilla und Guanábana.
Klassische Gewürze der ecuadorianischen Küche sind unter anderem Annatto, Knoblauch, Koriander, Kreuzkümmel, Petersilie und Pfeffer; abgeschmeckt wird mit Salz und Zitronensaft. Chilis werden vielfältig verwendet. Die Provinz Manabí ist bekannt als Ursprungsort des Salprieta („dunkles Salz“), einer Gewürzmischung aus geröstetem Mais, gerösteten Erdnüssen, Koriander, Oregano, Salz und Pfeffer, die auf die indianischen Ureinwohner zurückgeht.

## Esskultur
Eine Unterteilung des Tages in die drei Mahlzeiten Frühstück, Mittagessen und Abendessen wie im deutschsprachigen Raum ist auch in Ecuador üblich. In privaten Haushalten und traditionellen Restaurants wird zu Mittag- und Abendessen eine Suppe gereicht. Das Abendessen wird in der Regel etwas später eingenommen als im deutschsprachigen Raum.
Ecuador ist bekannt für qualitativ hochwertigen Kaffee. Dieser wird jedoch größtenteils exportiert, so dass sich trotz der Popularität des Getränks keine nennenswerte Kaffeekultur entwickelt hat.

## Gerichte

### Frühstück
Ein typisches Frühstück basiert auf Kartoffeln oder Reis und enthält Eier. Oft werden Früchte dazuserviert. Kaffee ist gängig. Bolones de verde sind frittierte Bällchen aus Kochbananenteig, die herzhaft gefüllt sind, zum Beispiel mit Käse oder Chorizo. Mote pillo ist ein sämiger, stückiger Brei aus Mais, Eiern und Milch, der in den Andenregionen ein typisches Frühstück oder eine Beilage zu Fleisch darstellt. Tigrillo ist ein Frühstücksgericht der Küstenregion, bestehend aus Kochbananen, Eiern und Käse, mitunter ergänzt um Schweineschwarte.

### Suppen und Eintöpfe

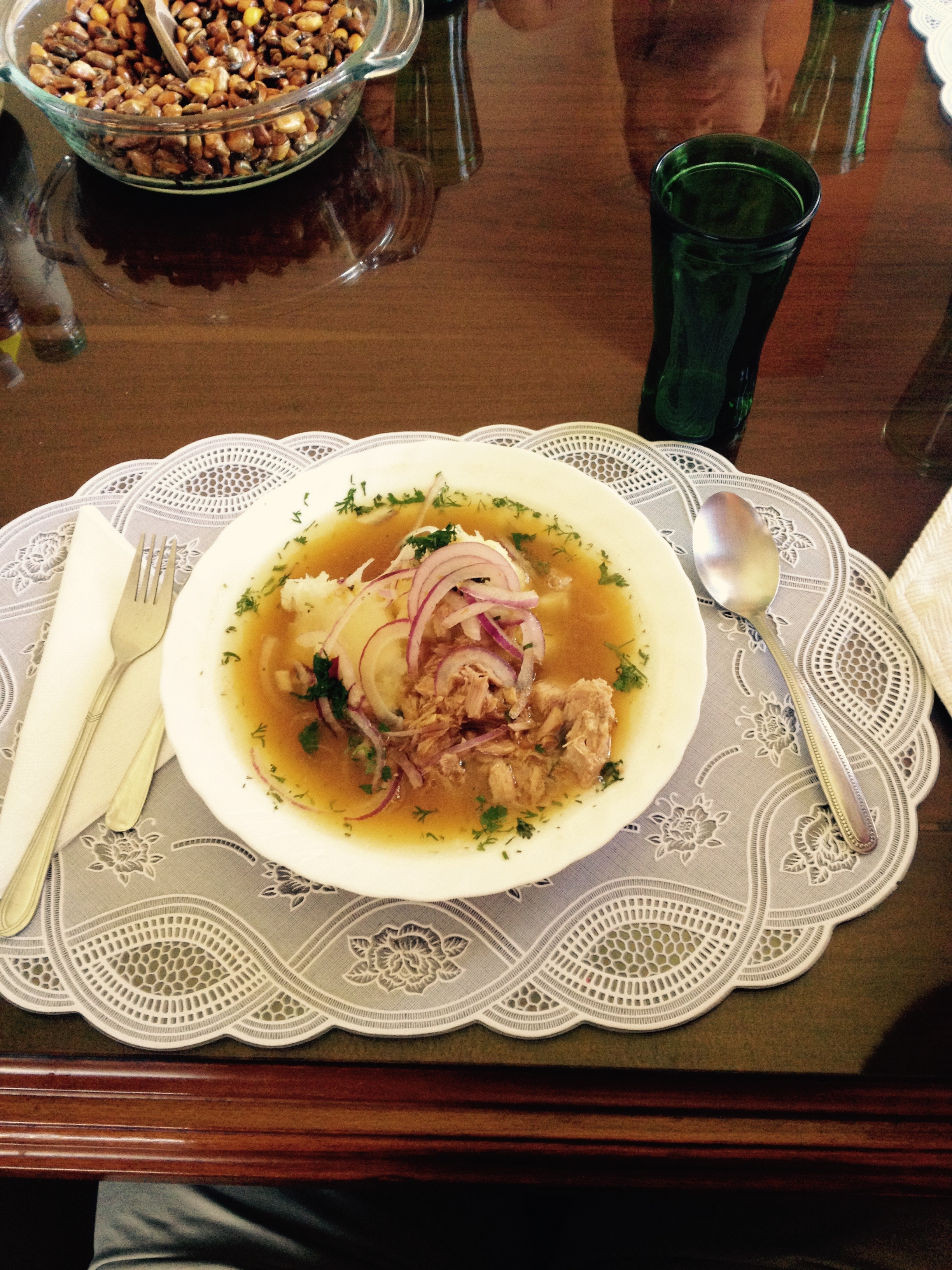
Encebollado

Suppen werden unterteilt in aguados (wässrige Suppen mit Fleischeinlage) und caldos de leche auf Basis von Milch oder Kokosmilch und Gemüseeinlage. Cazuela ((Ton-) Topf) ist ein generischer Name für diverse südamerikanische Suppen. In Ecuador bezeichnet er eine eintopfartige Suppe mit Fisch oder Meeresfrüchten, Kochbanane und Erdnüssen als Hauptzutaten. Encebollado ist ein Fischeintopf, der als Nationalgericht Ecuadors gilt. Er wird mit Thunfisch zubereitet und kann auf mittags oder abends serviert werden. Speziell mit dem Osterfest verbunden wird die Fischsuppe Fanesca mit Kabeljau und zwölf Sorten Bohnen und Getreide, die die zwölf Apostel repräsentieren, Figuren der in Ecuador dominierenden christlichen Kirche. Locro ist in den Andenregionen mehrerer südamerikanischer Ländern eine Bezeichnung für Eintöpfe mit stärkehaltigen Komponenten. Der ecuadorianische Locro enthält Kartoffeln, Milch, Käse und Annatto. Ebenfalls zu den Locros zählt Yawarlukru, ein Eintopf mit Fleisch, Innereien und Blut von Schafen sowie Kartoffeln und Zwiebeln. Menestra de lentejas ist ein Linseneintopf mit Kreuzkümmel und Koriander, der an der Küste populär ist und mit Reis serviert wird.

### Hauptgerichte
Ceviche ist ein auch in anderen Pazifikanrainerstaaten beliebtes Gericht aus rohem, in Zitronen- oder Limettensaft denaturiertem Fisch. Es kann sowohl als Hauptgericht als auch als Vorspeise dienen. Ein weiteres Fischgericht ist Encocado de pescado, eine eintopfähnliche Mahlzeit, die in einer ursprünglichen, fischlosen Version auf die Küche der indianischen Ureinwohner zurückgeht, durch afrikanische Sklaven aber um die Komponenten Fisch, Kokosmilch und Reis erweitert wurde. Es wird mit frittierten Kochbananenstreifen oder -scheiben serviert.
Meerschweinchen (cuy) werden gezielt für den Verzehr gezüchtet und werden in der Regel gegrillt und mit Beilagen serviert.

### Beilagen und Saucen
Eine in der Gastronomie allgegenwärtige und auch privat häufig genutzte, kalte Würzsauce ist Ají, hauptsächlich aus Chilis, Zwiebeln und Tomaten bestehend. Es gibt weder ein einheitliches Rezept noch einen einheitlichen Schärfegrad.

### Imbissgerichte
In Teig gewälzte, frittierte Maniokstücke mit Dip sind als Snack oder Vorspeise beliebt. Gleiches gilt für chifles, frittierte Kochbananenchips. Als Knabberartikel sind in Öl geröstete Maiskörner üblich. Empanadas sind in Ecuador so beliebt wie überall in Süd- und Mittelamerika. Landesweit erhältlich sind gefüllte Teigtaschen aus frisch zerstoßenem Mais: Humitas sind etwas einfacher und werden in Maisblättern gedämpft, Tamales sind etwas raffinierter und werden in Bananenblättern gedämpft. Für die Zubereitung von Humitas und Tamales gibt es einen speziellen Dampfkochtopf, den Tamalera. Auf einem ähnlichen Prinzip wie Humitas und Tamales basieren Bollos de pescado, in Bananenblättern gedämpfte Teigtaschen aus Kochbananen, die mit einem auf Fisch und Erdnüssen basierenden Gericht gefüllt werden. Llapingachos sind (oft mit Käse) gefüllte Pfannkuchen aus Kartoffelteig, die traditionell mit der zentralecuadorianischen Stadt Ambato verbunden werden. Shawarma, landesweit angeboten in libanesisch geprägten Imbissstuben, besteht nicht wie beim arabischen Original aus Lammfleisch, sondern aus Huhn.

### Desserts und Gebäck
Desserts und Gebäck gehen in Ecuador oft auf die spanische Küche zurück. Beispiele sind Alfajores (Doppelkekse mit Dulce-de-leche-Füllung), Arroz con leche (Reispudding mit Zimt und Rosinen), Flan oder Turrón (Nougat). Cocadas sind gebackene Kokosbällchen, die in ganz Lateinamerika beliebt sind und ebenfalls auf die Spanier zurückgehen. Der Kuchen Panetón stammt ursprünglich aus Italien und wird mit der Weihnachtszeit assoziiert. Tres leches ist ein in ganz Mittelamerika beliebter, mit drei verschiedenen Milchprodukten (Sahne, Kondensmilch und gezuckerter Kondensmilch) getränkter Biskuitkuchen.

## Getränke

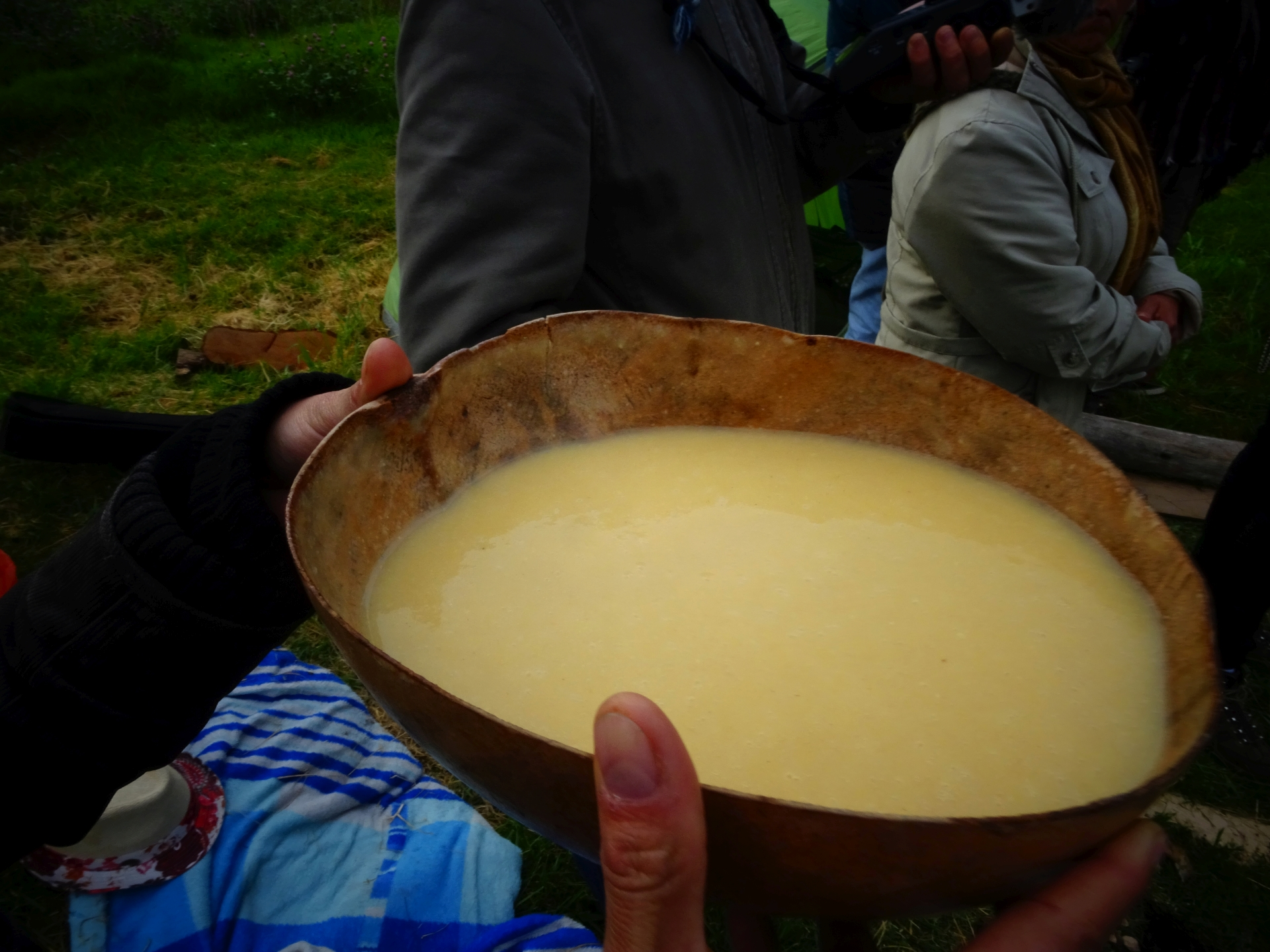
Chicha

Canelazo ist ein alkoholhaltiges Heißgetränk aus mit Zimt und Nelken gekochtem Fruchtsaft, dem Aguardiente (Schnaps) zugegeben wird. Chicha ist ein schon den Inkas bekanntes Bier auf Basis von fermentiertem Mais. In privaten Haushalten wurde die Fermentation früher durch Speichel angeregt, im industriellen Kontext wird stattdessen schon seit dem 19. Jahrhundert Zucker verwendet. Zum Allerseelen-Fest wird das aus Maismehl und Beeren bestehende Getränk Colada morada serviert. Horchata lojana ist ein Kräutertee aus der Provinz Loja im Südwesten Ecuadors. Der Begriff ist ungewöhnlich, da unter einer Horchata im restlichen Lateinamerika ein Getränk auf Reisbasis verstanden wird. Pinol ist ein Heißgetränk aus Máchica (Mehl aus gerösteter Gerste), Panela (getrockneter Melasse) und Milch oder Wasser.
Die beiden größten Brauereien des Landes sind die regional unter zwei Namen auftretende Brauerei Cervecería Nacional bzw. Cervecería Andina mit der landesweit führenden Marke „Pilsener“ (einem Lagerbier) sowie die Brauerei Cervecería Suramérica. Wie in vielen spanischsprachigen Ländern Zentralamerikas und der Karibik werden auch in Ecuador in nennenswertem Umfang Rum und Aguardiente gebrannt. Fioravanti ist eine beliebte Softdrink-Marke, die seit 1991 zum Coca-Cola-Konzern gehört.